# Jost Schmidt
Johann Jost Schmidt (* 10. Januar 1802 in Hömberg im Rhein-Lahn-Kreis; † 25. März 1863 ebenda) war ein deutscher Bürgermeister und Mitglied der Landstände des Herzogtums Nassau. 

## Leben
Jost Schmidt wurde als Sohn des Schmiedemeisters Andreas Wilhelm Schmidt (1765–1842) und dessen Ehefrau Anna Catharine geb. Mäurer (1769–1827) geboren.
Er betrieb in seinem Heimatort eine Landwirtschaft und wurde dort Bürgermeister. 
1848 erhielt er aus dem Wahlkreis VII Montabaur/Nassau ein Mandat für den Nassauischen Landtag. Nach Ablauf der Wahlperiode im Jahr 1851 kandidierte er zunächst nicht mehr.
1858 wurde er erneut in den Nassauischen Landtag gewählt. 
1863 wurde er durch Johann Neeb in seinem Amt abgelöst.